# كورال دي كالترافا (سيوداد ريال)
بلدية كورال دي كالترافا (بالإسبانية: Corral de Calatrava)‏، هي إحدى بلديات مقاطعة سيوداد ريال إحدى مقاطعات إسبانيا، والتي تقع في منطقة قشتالة لا منتشا وسط إسبانيا.
يبلغ عدد سكانها 1.260 نسمة وفقاً لإحصائية سنة (2007).